# 卡塔兰陨石坑
卡塔兰陨石坑（Catalán）是位于月球背面西南边沿的一座小撞击坑，其名称取自西班牙光谱学家米格尔·安东尼奥·卡塔兰·萨纽多（1894年-1957年），1970年被国际天文学联合会批准接受。

## 描述
该陨坑位于环东方海撞击盆地的巨大喷发覆盖层东南外，周边地表嶙峋斑驳、崎岖凹凸。往西南偏西是里德伯陨石坑及古特尼克陨石坑、西北偏北毗邻格拉夫陨石坑，较大的巴德环形山位于它的东面、西南则分布了较小的安德逊陨石坑。卡塔兰陨石坑西北坐落了巨大的科迪勒拉山脉，而东侧绵延着203公里长的巴德月谷。该陨坑中心月面坐标为45°42′S 87°22′W / 45.7°S 87.37°W，直径26.77公里，深度约1.941公里。
卡塔兰陨石坑外观轮廓大体圆状，但部分边缘不规则，可能由二座相重叠的撞击坑所构成。坑壁边沿峻峭，几乎没受到撞击侵蚀。沿北侧和东南内壁顶部有二处坍塌形成的V字状凹陷。该陨坑侧壁最大高出周边地形880米，内部容积约472.55立方千米。坑底表面崎岖不平，形状不规则，没有中央峰及其它较醒目的地貌结构。
卡塔兰陨石坑西侧紧邻二座相连的卫星坑卡塔兰 A和更小卡塔兰 B，二陨坑各自都有一圈峻峭的坑壁和一座碗状的坑底，而在卡塔兰 A的西北还坐落了一座外观几乎呈正圆形的碗状坑—卡塔兰 U。

## 卫星陨石坑
按惯例，最靠近卡塔兰陨石坑的卫星坑在月图上以字母标注在该坑中心点的旁边。

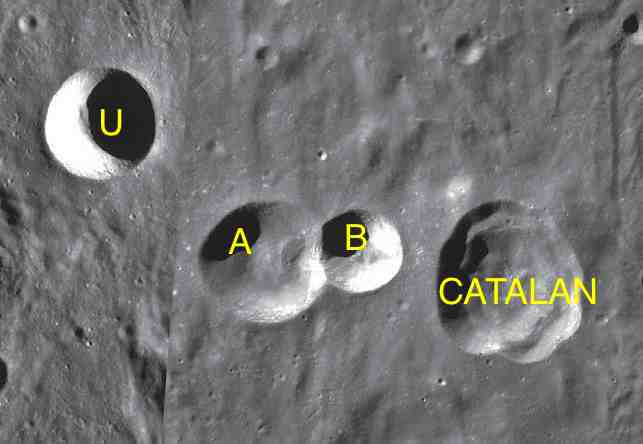
LAC-123 区域图

| 卡塔兰 | 纬度     | 经度     | 直径      |
| ------ | -------- | -------- | --------- |
| A      | 45.72° S | 89.29° W | 21.18公里 |
| B      | 45.61° S | 88.53° W | 13.75公里 |
| U      | 45.01° S | 90.66° W | 19.31公里 |

## 另请参阅
- Andersson, L. E.; Whitaker, E. A. . NASA RP-1097. 1982.
- Blue, Jennifer. . USGS. July 25, 2007  [2007-08-05]. （原始内容存档于2012-04-08）.
- Bussey, B.; Spudis, P. . New York: Cambridge University Press. 2004. ISBN 978-0-521-81528-4.
- Cocks, Elijah E.; Cocks, Josiah C. . Tudor Publishers. 1995. ISBN 978-0-936389-27-1.
- McDowell, Jonathan. . Jonathan's Space Report. July 15, 2007  [2007-10-24]. （原始内容存档于2012-05-26）.
- Menzel, D. H.; Minnaert, M.; Levin, B.; Dollfus, A.; Bell, B. . Space Science Reviews. 1971, 12 (2): 136–186. Bibcode:1971SSRv...12..136M. doi:10.1007/BF00171763.
- Moore, Patrick. . Sterling Publishing Co. 2001. ISBN 978-0-304-35469-6.
- Price, Fred W. . Cambridge University Press. 1988. ISBN 978-0-521-33500-3.
- Rükl, Antonín. . Kalmbach Books. 1990. ISBN 978-0-913135-17-4.
- Webb, Rev. T. W.  6th revised. Dover. 1962. ISBN 978-0-486-20917-3.
- Whitaker, Ewen A. . Cambridge University Press. 1999. ISBN 978-0-521-62248-6.
- Wlasuk, Peter T. . Springer. 2000. ISBN 978-1-85233-193-1.